# حرب ثورة 17 فبراير
هي الحرب التي نشبت بين الثوار الليبيين وقوات العقيد معمر القذافي خلال ثورة 17 فبراير الليبية بين شهري فبراير وأبريل من عام 2011 بعد أن تطورت مظاهرات ليبيا الحاشدة إلى معركة مسلحة بين الطرفين. بدأت المعركة في أول الأمر من مدن الشرق عندما تمكن المتظاهرون من طرد قوات الأمن والشرطة من عدة مدن رئيسية من أبرزها البيضاء وبنغازي وطبرق وأجدابيا، ثم مع بدأ القصف أخذوا بالزحف غرباً لتحرير المدن الأخرى المحاصرة وتمكنوا من طرد القذافي من البريقة والعقيلة وراس لانوف وأخيراً بن جواد ومعها الهراوة والنوفلية في يوم 5 مارس، وقد كان هذا أقصى امتداد لأراضيهم خلال الزحف الأول. لكن عند سيطرة الثوار على بن جواد بدأت قوات القذافي معارك عنيفة معهم في يوم 6 مارس استطاعت فيها الاسيتلاء على المدينة وبذلك بدأ الزحف الأول للقذافي، الذي تمكن فيه من الاستيلاء مجدداً على راس لانوف والبريقة وخاض معارك عنيفة في أجدابيا قبل أن يَتقدم أخيراً إلى بنغازي - عاصمة الثوارة - ويُحاصرها في صباح 19 مارس.
لكن بعد وصول القذافي إلى بنغازي، بدأت سريعاً عمليات التحالف الدولي بقصف قواته مُجبرة إياه على التراجع من المدينة ثم الانسحاب من جميع مدن الساحل حتى مدينة سرت، وبذلك فقد تقدم الثوار لبدأ زحفهم الثاني مستعيدين جميع تلك المدن في يوم 27 مارس. ومع ذلك، فلم يَطل الأمر حتى اصطدم الثوار مجدداً بقوات القذافي حول بن جواد يوم 29 مارس، مما أوقف تقدمهم السريع بشكل مفاجئ، وكانت هذه هيَ بداية زحف القذافي الثاني عندما تمكن من الاستيلاء مجدداً على بن جواد ثم رأس لانوف انتهاءً بالبريقة في يوم 1 أبريل.
إلى جانب ساحة المعركة الرئيسية بين بنغازي وسرت التي ذكرت مراحل حربها الرئيسية سابقاً، فقد شهدت بعض مدن الغرب الليبي التي لا يَستطيع الثوار في الشرق الوصول إليها أو دعمها انتفاضات عدة واستطاعت بعضها التحرر من سيطرة القذافي. ومن أبرز تلك المدن مصراتة التي شهدت معارك عنيفة منذ سيطرة الثوار من أهاليها على المدينة في يوم 23 فبراير، بالإضافة إلى الزاوية وزوارة اللتين قمعت ثورتاهما بالقوة، كما تشهد الزنتان انتفاضة منذ مدة لا زالت سارية حتى الآن.
بحلول أواسط شهر يونيو 2011 بدأ الثوار على الجبهة الغربية بتطوير أنفسهم، وتمكنوا من الزحف نحوَ المدن الأخرى بدلاً من أن تُقاتل كل مدينة من مدن الجبهة مٌنفردة على أرضها. وكانت من أبزر هذه المدن مصراتة، إذ تمكنت من فك الحصار عن نفسها وبدأ ثوارها بالزحف نحوَ زليطن غرباً وتاورغاء شرقاً، واستمرَّت المعارك في الجبل الغربي ما بين تراجع وتقدم طوال شهري يونيو ويوليو. وفي النهاية معَ قدوم أواسط أغسطس 2011 استعادَ الثوار سيطرتهم على كافة الجبل الغربي تقريباً، بما في ذلك مدينتا غريان والزاوية الاسترتيجيتان، وأصبحوا يُحاصرون العاصمة طرابلس بالكامل من جميع الجهات الثلاثة، وأغلقوا جميع الطرق المؤدية إليها فضلاً عن سيطرتهم على جميع مصافي النفط في غرب ليبيا.

## الجبهة الشرقية

### زحف الثوار الأول (2 - 6 مارس)

#### صراع البريقة (2 - 4 مارس)
في يوم 2 مارس بدأت أولى المعارك بين الثوار وقوات القذافي في أرض شرق ليبيا بعد مدة من سيطرة الثوار على بنغازي والبيضاء وطبرق وأجدابيا، وكانت تلك هي معركة البريقة الأولى. فبعد أن بدأت الثورة بالانتشار في كافة أنحاء ليبيا وبدأ الثوار بحمل السلاح دفاعاً عن أنفسهم ضد قصف قوات القذافي، بدأ ثوار الشرق الليبي بالتخطيط للزحف غرباً بهدف الوُصول إلى طرابلس العاصمة وإنهاء الصراع. وقد كانت مدينة البريقة النفطية الساحلية هي أول أهدافهم، فبدؤا بخوض معارك عنيفة فيها مع كتائب القذافي بعد الفجر يوم 2 مارس، إلا أنهم فشلوا في تحريرها واضطروا للانسحاب مؤقتاً من المدينة. ومع ذلك فقد عادوا في اليوم ذاته وشنوا هجوماً كبيراً تمكنوا خلاله من طرد الكتائب، وبذلك حرروا أولى المدن خلال حرب الثورة. وفي ذلك الوقت كانت أجدابيا تشهد قصفاً عنيفاً من الجو بهدف كبح ثورة سكانها.
في يوم 3 مارس استعد الثوار لصد أي هجوم مُحتمل من قوات القذافي، وزحف آلاف الثوار الآخرين من أجدابيا للمُساعدة في المعركة، لكن مع ذلك فلم تشن الكتائب هجوماً لاحقاً خلال اليوم. في اليوم التالي 4 مارس تمكن الثوار من السيطرة على البريقة ثم العقيلة، ولذا فبعد تأمين هاتين المدينتين أصبح الطريق مفتوحاً أمامهم إلى رأس لانوف وما وراءها.

#### معركة المدن الوسطى (4 - 6 مارس)
بدأ الثوار في يوم 4 مارس بالسير غرباً نحو رأس لانوف، في الوقت في وصلتهم فيه تعزيزات من 7 آلاف جندي. وفي اليوم ذاته، بلغ الثوار المدينة وبدؤوا بالدخول في اشتباكات مع قوات القذافي أسفرت عن هروب قائدها من رأس لانوف، ومع استمرار المعركة بدأ عدد متزايد من جنود القذافي بالانسحاب نحو الصحراء هاربين من القتال. وخلال باقي اليوم استمرت المعركة بشدة، حتى أعلن الثوار أخيراً سيطرتهم على المدينة في يوم 5 مارس.

### زحف الثوار الثاني (21 - 28 مارس)
بعد وُصول قوات التحالف الدولي وقصفها لكتائب القذافي التي كانت تحاصر بنغازي - كما ذكر سابقاً - عادت كفة القتال إلى الثوار، فقد أصبح الطريق بين بنغازي وأجدابيا مؤمناً بعد انسحاب الكتائب وتمكنوا من التقدم لاستعادة ما فقدوه من المدن خلال الأسبوع الذي سبق التدخل الدولي.

#### صراع أجدابيا (21 - 26 مارس)
استأنف الثوار زحفهم نحو أجدابيا في يوم 21 مارس بعد تأمين بنغازي التي كانت تتعرض لقصف وحصار عنيفين. وهكذا انطقت قوات كبيرة تابعة لهم من عاصمتهم بنغازي متجهة إلى أجدابيا بوابة الشرق الليبي، وبدأت في اليوم ذاته بصراعات واصطدامات عنيفة مع قوات القذافي التي كانت لا تزال تدافع عن المدينة ضد الثوار. استمرت المعركة بعد ذلك لمدة خمسة أيام في 22 و23 و24 و25 مارس، وبالرغم من أن قوات التحالف الدولي كانت تساعد الثوار في البداية بعمليات القصف، إلا أنها توقفت بعد ذلك عندما وصلت المعارك إلى قلب المدينة خشية إيذاء المدنيين أو التسبب بقتلهم، مما جعل الثوار يَقفون وحدهم في مواجهة قوات القذافي خلال الأيام الأخيرة من المعركة. وأخيراً في يوم 26 مارس، تقدم الثوار ودخلوا في عراك مع قوات القذافي واستطاعوا طردها من المدينة، وبذلك أمنوا أجدابيا التي تمثل موقعاً استراتيجياً هاماً في المعركة وحققوا أول نصر لهم خلال زحفهم الثاني، وبذلك استأنفوا زحفهم غرباً نحو البريقة لاستعادتها هي الأخرى من كتائب القذافي.

#### الزحف الرئيسي (27 - 28 مارس)
في يوم 27 مارس بدأ الثوار الليبيون المرحلة الرئيسية من زحفهم الثاني. فبعد قصف قوات التحالف الدولي لكتائب القذافي في عدة مواقع اضطرت تلك للانسحاب دفعة واحدة من جميع مدن الساحل الليبي الواقعة بين بنغازي وسرت، حتى أنه توجد تقارير تفيد أن حوالي 20 آلية حربية تابعة للقذافي انسحبت من سرت باتجاه الغرب إلى طرابلس في اليوم ذاته هاربة من القصف. ومع هذا التراجع، تمكن الثوار من التقدم واجتياح البريقة فالعقيلة فراس لانوف فبن جواد دفعة واحدة مستعيدين بذلك كل ما فقدوه من مدن خلال الأسبوعين الذين سبقا هذا. ولم يُقابل الثوار أي مقاومة عند دخولهم هذا المدن، فقد انسحبت منها قوات القذافي تماماً ولم تترك أي دفاعات خلفها، وفي المُقابل فقد خلفت هذه الكتائب في مواقعها السابقة عتاداً ومعدات لم تستطع حملها معها خشية استهداف التحالف الدولي لها بينما كانت آثار آلياتها المُدمرة تنتشر عبر المدن بعد دخول الثوار إليها. وبنهاية هذا اليوم كان الثوار الليبيون قد تمكنوا من إطباق سيطرتهم بالكامل على كافة المدن الواقعة شرق سرت. تابع الثوار تقدمهم في يوم 28 مارس متجهين غرباً بحشود ضخمة إلى سرت، فحرروا النوفلية وأمنوها ثم استأنفوا السير غرباً حتى وصلوا إلى منطقة الوادي الأحمر الواقعة شرق سرت بـ30 كيلومتراً فقط، لكن كتائب القذافي باغتتهم هناك بكمين مُفاجئ وبحقول ألغام مُنتشرة في المنطقة فاضطروا للتراجع سريعاً إلى النوفلية مُؤجلين سيرهم إلى سرت. وبذلك كان الثوار قد وصلوا إلى أبعد نقطة في زحفهم الثاني - وهي الوادي الأحمر -، وبعد ذلك بدؤوا بالتراجع مجدداً على إثر زحف القذافي الثاني.

### زحف القذافي الثاني (29 - 30 مارس)
بعد إيقاف زحف الثوار الثاني بهجوم الوادي الأحمر، أخذ القذافي يَزحف مجدداً بقواته محاولاً استعادة المدن التي فقدها خلال اليومين السابقين، ويُحلل البعض هذا التصرف بأن القصد منه كان أن يُركز القذافي كل طاقته على مصراتة لكي يَنتزعها من الثوار ويُطبق سيطرته على كافة مدن الغرب الليبي، في مقابل أن يَخسرها على كافة مدن الشرق الليبي. لكن لسبب ما فقد عدل القذافي عن هذا عندما رأى مدينة سرت في خطر، وعاد ليَزحف مجدداً باتجاه الشرق.

#### معركة المدن النفطية (29 - 30 مارس)
في يوم الثلاثاء 29 مارس وبعد أن تمكنت كتائب القذافي بهجومها المُفاجئ من كبح تقدم الثوار السريع، بدأت هذه بالسير نحو بن جواد وقصفها هي وما حولها من البلدات بهدف إبعاد الثوار قدر الإمكان عن سرت - إحدى المعاقل الرئيسية للقذافي -. لكن وتحت القصف المُستمر أجبر الثوار على التحرك ومُهاجمة قوات الكتائب بالرشاشات الثقيلة والصواريخ على أمل إيقاف القصف، لكنهم لم يَنجحوا كثيراً بهذا واضطروا للتراجع إلى مدينة بن جواد. وفي اليوم ذاته دارت في المدينة معارك ومناوشات متعددة، قبل أن يُضطر الثوار في آخر الأمر إلى الانسحاب من المنطقة نحو مدينة راس لانوف. لكن لم يَطل مكوثهم في المدينة حتى وصلت قوات القذافي مجدداً خلال اليوم التالي الأربعاء 30 مارس وبدأت بقصف رأس لانوف، وبالرغم من قصف طائرات التحالف للكتائب فقد اضطر الثوار مجدداً للانسحاب من المدينة صباح ذلك اليوم، وبهذا كانوا قد خسروا مدينتين ساحليتين رئيسيتين من بينهما مدينة رأس لانوف النفطية الهامة.

### صراع البريقة وأجدابيا (31 مارس - مستمر)
في يوم الأربعاء 30 مارس بدأت مدفعية كتائب القذافي بقصف مدينة أجدابيا - شرق البريقة -، مما أثار بعض الفزع بين السكان وتسبب بنزوح عدد كبير منهم إلى بنغازي شرقاً هرباً من القصف، وقد كان هذا واضحاً من مدى ازدحام الطريق بين المدينتين خلال اليوم. وفي اليوم التالي، شنت الكتائب هجوماً برياً على البريقة، وأجبرت الثوار على الانسحاب منها مؤقتاً احتماءً من القصف المُستمر. وبعد ذلك بيوم واحد في الجمعة 1 أبريل عاد الثوار واصطدموا مُجدداً مع قوات القذافي مُحاولين استعادة المدينة، لكنهم أجبروا على الانسحاب مرة أخرى تحت القصف المُستمر. وأخيراً في يوم السبت 2 أبريل شن الثوار هجوماً منظماً وتمكنوا من استعادة عدة أحياء وأجزاء من المدينة.
== الجبهة الغربية ==ᡕᠵ᠊ᡃ່࡚ࠢ࠘ ⸝່ࠡࠣ᠊߯᠆ࠣ╦╤── 𖥠